# Piz Plavna Dadaint
Der Piz Plavna Dadaint (rätoromanisch im Idiom Vallader, Aussprache [pits plafnɐ dɐ'daɪ̯nt]ⓘ, wörtlich Hintere Plavnaspitze, ältere Schreibweise Piz Plafna da daint) ist mit 3166 m ü. M. einer der höchsten Berge der rechten Seite des Unterengadins. Der Gipfel liegt in der Gemeinde Scuol auf der Grenze zwischen den ehemaligen Gemeinden Tarasp und Ardez und war höchster Punkt der Gemeinde Ardez. Der Piz Plavna Dadaint rahmt zusammen mit dem Piz Plavna Dadora (2981 m ü. M., wörtlich Vordere Plavnaspitze) das zum Inn führende Val Plavna (früher auch Plafna-Tal) ein.

## Erscheinungsbild
Von Osten fällt der Piz Plavna Dadaint durch seine markante Pyramidenform auf. Besonders häufig sind photographische Aufnahmen aus dem Blickwinkel des leicht zugänglichen Sur il Foss, des Passübergangs zwischen Val Plavna und Val Mingèr an der Grenze des Schweizerischen Nationalparks. Zusätzlich zur Pyramidenform sind vom Sur il Foss aus die zwei auffälligen Säulen südöstlich des Gipfels sichtbar (3044 m ü. M.).

## Prominenz
Die Schartenhöhe des Piz Plavna Dadaint beträgt 489 m. Der Gipfel ist über die Bezugsscharte Fuorcla Val dal Botsch (2677 m ü. M.) mit dem Piz Tavrü verbunden, der  mit 3167 m ü. M. nur 1 Meter höher ist.

## Besteigung

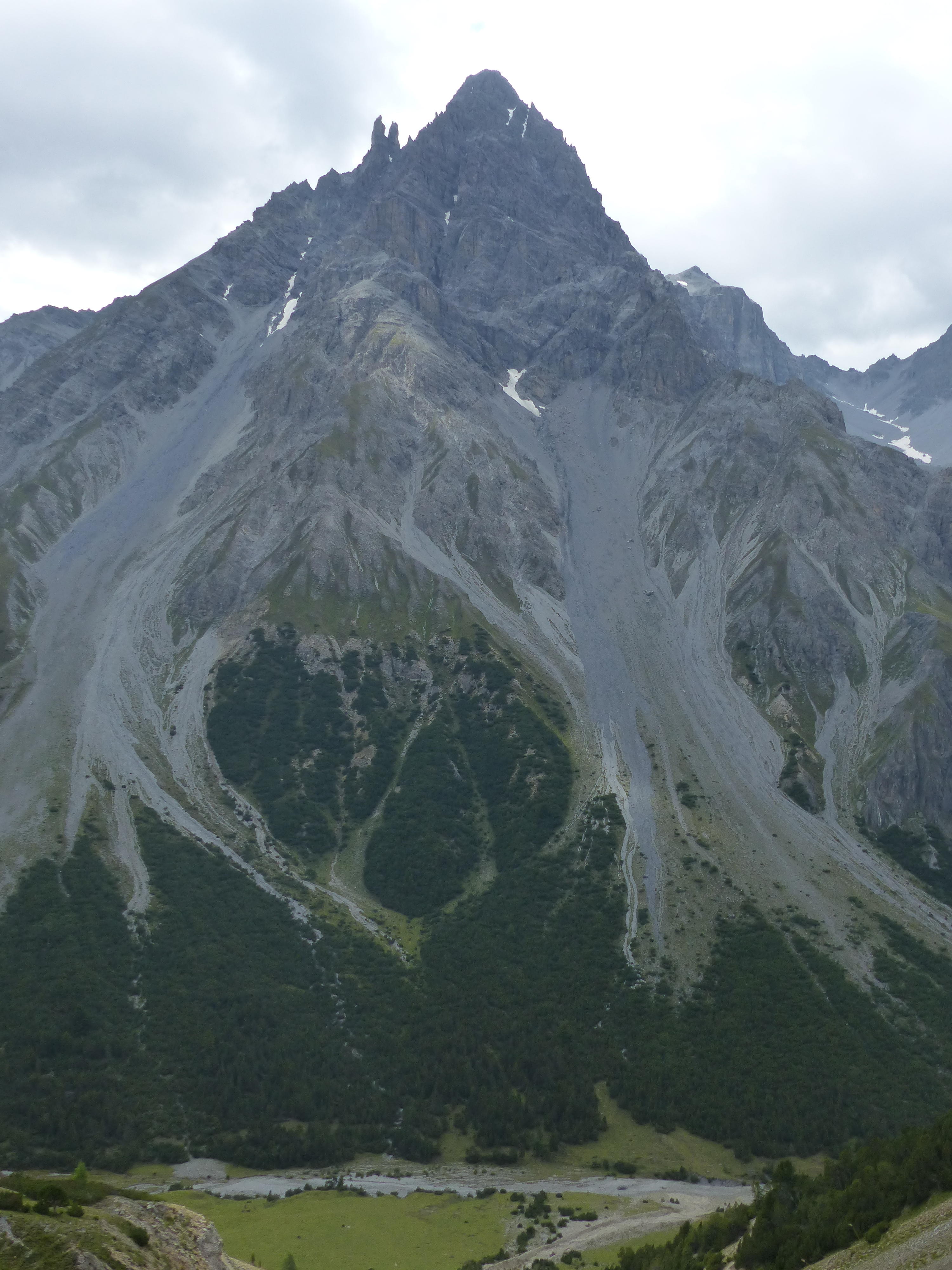
Piz Plavna Dadaint über dem Val Plavna

Trotz seiner auffälligen Erscheinung wird der Piz Plavna Dadaint relativ selten bestiegen.
Die Normalroute der Sommerbesteigung führt vom Weiler Fontana in Tarasp durch das Val Plavna hoch. Oberhalb der Alp Plavna führt die Route durch das Schuttkegelgebiet Pedrus und eine steile Geröllrinne zu einer Scharte im Südwestgrat. Über einen schmalen Einschnitt und ein Band erreicht man die oberste Westflanke, wo eine weitere Geröllrinne und ein kurzer Grat zum Gipfel führen. In der Scharte und am Ende des Bandes erleichtert jeweils ein verblasster Pfeil die Routenfindung. Der Untergrund ist über die ganze Route steil und brüchig, ein Helm zum Schutz vor Steinschlag ist sinnvoll. Der Schwierigkeitsgrad liegt bei T6 / II. Dabei fällt die relativ lange Gesamtzeit von 12 Stunden besonders ins Gewicht.
Die Normalroute für Skitouren führt aus östlicher Richtung von Zernez her über die Alp Laschadura und den Übergang Fuorcla Laschadurella, den Talkessel von Gravas über den Westabhang (Steigeisen) ebenfalls zum Südwestgrat. Eine alternative Skiroute bis zum Südwestgrat erfolgt von der Alp Plavna über den Kessel des Piz Foraz und die Südflanke des Piz Plavna Dadaint. Die Besteigung des Gipfels erfolgt, ähnlich wie bei der Sommerbesteigung, durch Klettern. Voraussetzungen, nebst Steigeisen: Gute Schnee- und Wetterverhältnisse, frühzeitiger Aufbruch, Eispickel und Harscheisen.

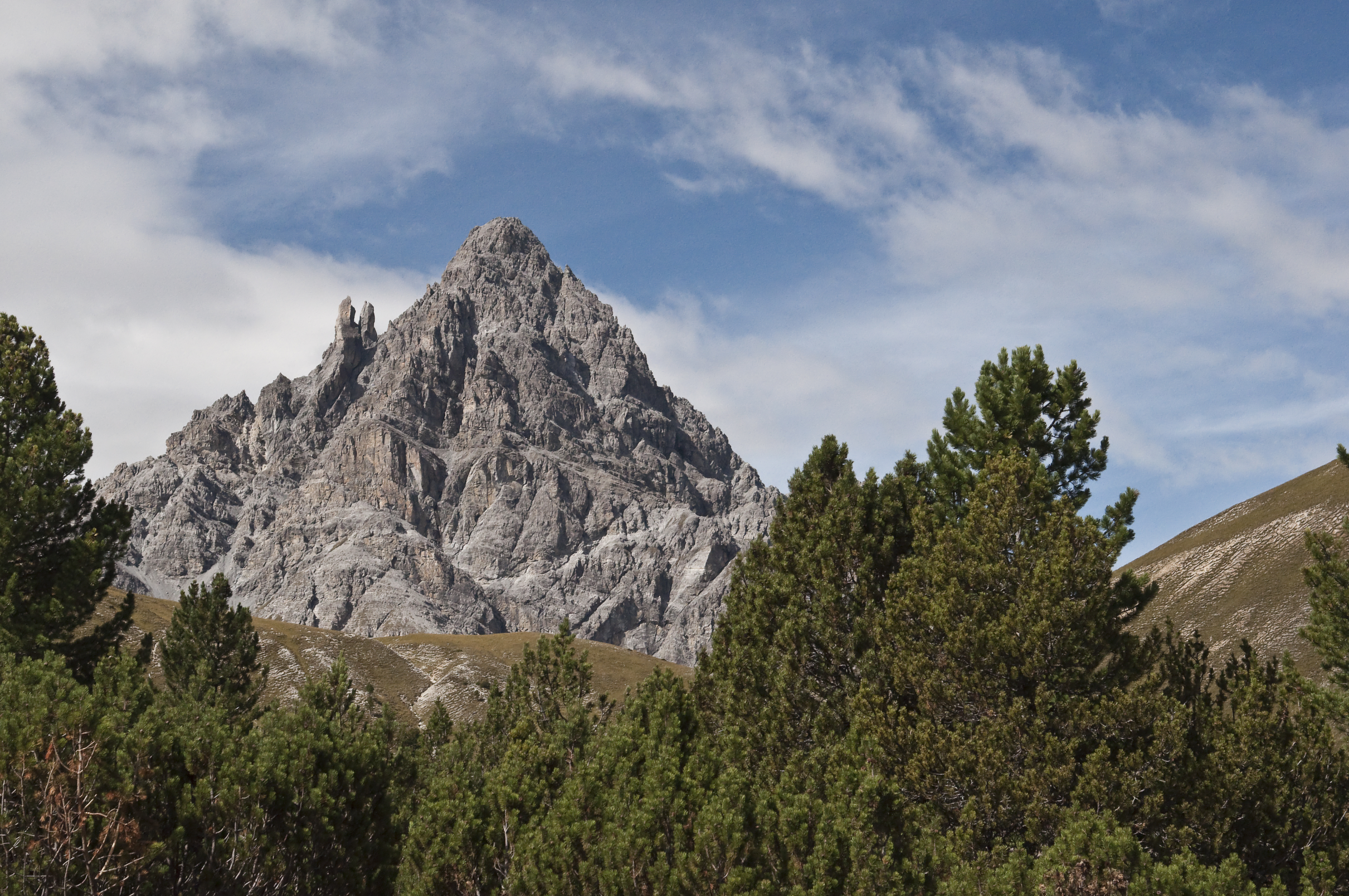
Gipfel des Piz Plavna Dadaint von Osten aus dem Val Mingèr. Links unter dem Gipfel die zwei markanten Steinsäulen des Südostgrats.

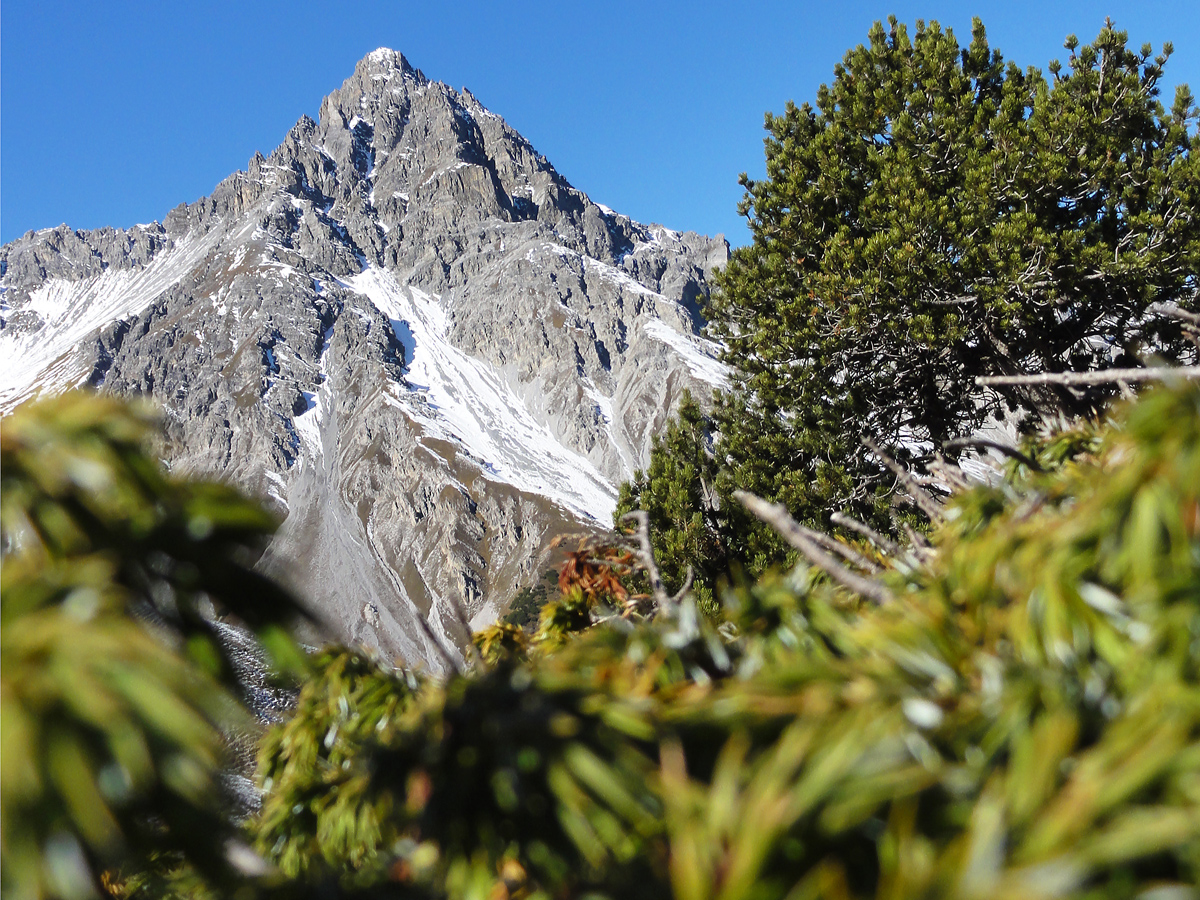
Sicht aus Blickrichtung Südosten, hinterste Val Plavna.